# Napoleon: Total War
Napoleon: Total War ist ein rundenbasiertes Strategiespiel mit Echtzeit-Elementen und der sechste Teil der Total-War-Serie des britischen Spieleentwicklers Creative Assembly. Es wurde von Sega zwischen dem 23. und 26. Februar 2010 in Europa, Australien und Nordamerika für Windows veröffentlicht. Im Bezug auf die Spielmechanik und die Technik ist es stark an den ein Jahr zuvor erschienenen Vorgänger Empire: Total War angelehnt.
Zeitlich spielt es vor dem Hintergrund des Aufstiegs Frankreichs zur europäischen Hegemonialmacht unter Napoleon Bonaparte. Wie der Vorgänger beinhaltet das Spiel eine lineare Kampagne, die den Hauptteil des Spiels ausmacht. Sie spielt während der Koalitionskriege in Europa und des Ägyptenfeldzugs in Nordafrika.
Das Spiel wurde von der Fachpresse positiv aufgenommen; häufig wurden die gute Grafik, die historische Genauigkeit und die Verbesserungen am bisher aus der Total-War-Reihe bekannten Spielprinzip gelobt. Viele Kritiker bemängelten wie beim Vorgänger die zu schwache künstliche Intelligenz. Außerdem wurden die im Vergleich zum Vorgänger eingeschränkten Handlungsfreiheiten kritisiert sowie die große Ähnlichkeit zu Empire: Total War.
Nach der Veröffentlichung von Napoleon wurden für das Spiel einige kostenpflichtige Erweiterungen als herunterladbare Inhalte (DLC) veröffentlicht. Im Oktober 2010 erschien Napoleon: Total War gemeinsam mit Empire: Total War und allen bisher veröffentlichten DLCs in der Game of the Year Edition. 2013 erschien eine Mac-Version von Napoleon: Total War, die von Feral Interactive entwickelt wurde.

## Spielprinzip

### Allgemein
Das Spielprinzip des im 19. Jahrhundert angesiedelten Strategiespiels Napoleon: Total War ist stark an den Vorgänger Empire: Total War angelehnt. Es ist eine Mischung aus einem strategisch orientierten, rundenbasierten Spielmodus und einem taktisch fokussierten Schlachtmodus. Der Umfang des Spiels fällt im Vergleich zum Vorgänger kleiner aus. So wurden beispielsweise die kolonialen Schauplätze und einige innenpolitische Aspekte wie der Aufbau eines Ministerstabs entfernt.
Die den Hauptteil des Spiels ausmachenden Kampagnen handeln von den Feldzügen des französischen Feldherren und späteren Kaisers Napoleon Bonaparte und umfassen verschiedene Etappen seiner Karriere. Während die ersten beiden Kampagnen nur in einzelnen Regionen (beispielsweise Italien) ausgetragen werden und nur aus der Perspektive Frankreichs spielbar sind, spielt die dritte in ganz Europa. Hier kann auch die Perspektive der Koalitionsmächte gewählt werden. Das Ziel in jeder Kampagne ist es, eine gewisse Ausdehnung seiner Nation zu erreichen.
Außerhalb des Kampagnenmodus besteht zudem die Möglichkeit, einzelne entweder historisch nachgestellte oder vom Spieler entworfene militärische Szenarien durchzuspielen.

### Rundenbasiertes Spiel
Der rundenbasierte Teil des Spiels wird von einer Übersichtskarte – der Weltkarte bzw. Kampagnenkarte – aus gesteuert. Pro zeitlich unbegrenzter Runde kann der Spieler dabei verschiedene Aktionen festlegen und nach Abschluss der Runde ausführen lassen. Zu den rundenbasierten Aktivitäten zählt das Verwalten von Provinzen, die Befehlsausgabe an militärische Einheiten und der Einsatz von diplomatischen Mitteln. Danach werden die Züge der vom Computer gesteuerten Fraktionen ausgeführt, wonach wiederum die nächste Runde für den Spieler beginnt.
Auf der Weltkarte sind die Regionen Europas in Provinzen unterteilt. In jeder dieser Provinzen befindet sich eine größere Stadt, die Provinzhauptstadt. Die Fraktion, die die Provinzhauptstadt kontrolliert, beherrscht die Provinz. In dieser Hauptstadt können Kasernen, Verwaltungssitze und Festungsanlagen gebaut sowie Truppen angeworben werden.
In den vom Spieler beherrschten Städten besteht stets die Möglichkeit, dass ein Aufstand ausbricht und die Bevölkerung gegen den Herrschenden rebelliert. In bestimmten Provinzen können durch Revolten neue Fraktionen entstehen. Die Zahl der Provinzen, in der dies möglich ist, ist im Vergleich zu Empire deutlich gestiegen. Ein Beispiel für eine entstehende Nation ist das Königreich Griechenland, das sich vom Osmanischen Reich lossagen kann.
Während die Komplexität der Innenpolitik im Vergleich zum Vorgänger deutlich reduziert wurde, blieb der militärische Part weitgehend unverändert. Auf der Weltkarte übernimmt der Spieler die Kontrolle über seine Truppen. Diese lassen sich zu Verbänden gruppieren, wodurch deren Kampfkraft erhöht und die Logistik vereinfacht wird. Truppen werden per Mausklick bewegt. Der Spieler wählt ein Ziel aus, welches die selektierten Truppen anschließend über den kürzesten passierbaren Weg ansteuern. Wie weit eine Armee pro Runde ziehen kann, wird durch das System der Bewegungspunkte geregelt. Jede Armee und strategische Einheit besitzt eine bestimmte Anzahl an Bewegungspunkten, die sie in jeder Runde verwenden kann. Die Zahl der verfügbaren Bewegungspunkte wird durch die in der Armee mitgeführten Truppen beeinflusst. So verfügen zum Beispiel Kavallerie-Einheiten über mehr Bewegungspunkte als Infanterie-Einheiten oder Geschütze.
Sobald zwei oder mehr Armeen aufeinandertreffen, entweder im offenen Gelände oder bei Belagerungen feindlicher Städte oder Festungen, kann es zu einer Kampfsituation kommen. Die Entscheidung darüber, ob ein Kampf ausbricht oder nicht, liegt beim Angreifer. Der Verteidiger besitzt einmalig die Möglichkeit sich zurückzuziehen. Ist die angegriffene Armee allerdings durch eine Belagerung eingekreist, kann sie sich nicht zurückziehen, sondern ist zum Kampf gezwungen. Der Spieler besitzt vor einem Kampf die Wahl, ob er das Gefecht selbst führen möchte oder ob er es automatisch entscheiden lässt. Dabei wird der Schlachtausgang anhand von Parametern wie der mitgeführten Truppenzahl, der Kampfkraft der mitgeführten Truppen oder den Fähigkeiten des Befehlshabers berechnet.

### Echtzeit-Spiel

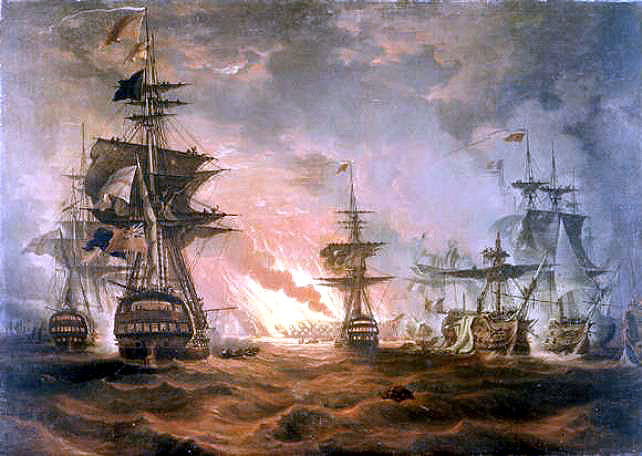
Seeschlachten sind auch in Napoleon manuell spielbar

Beim Echtzeit-Spiel werden in einer dreidimensionalen Umgebung Schlachten zwischen zwei oder mehr Fraktionen ausgetragen. Jede Fraktion führt dabei bis zu 20 Einheiten ins Feld. Wie im Vorgänger besteht die Möglichkeit, Seeschlachten manuell zu führen.
Den Fraktionen stehen für die Schlachten zahlreiche Einheitentypen zur Verfügung, die sich an den historischen Rahmenbedingungen orientieren. Häufige Truppentypen sind Linieninfanteristen, Grenadiere und Kavallerie, aber auch Artillerie in Form von Kanonen und Haubitzen.
Eine Schlacht ist in drei Phasen unterteilt. Zunächst formieren sich die Armeen und können dabei im Verteidigungsfall befestigte Stellungen aufbauen. Nachdem die Aufstellung beendet ist – worüber der Spieler per Knopfdruck entscheiden kann – beginnt die Kampfphase. Nachdem eine Armee besiegt wurde, besitzt der Spieler in der dritten Phase die Option, alle fliehenden Gegner zu verfolgen und zu bekämpfen.
Dem Spieler stehen zahlreiche Befehle zur Verfügung, die er seinen Truppen erteilen kann. Dies schließt Bewegungs- und Angriffsbefehle ebenso ein wie Formations- und Verhaltensanweisungen. Letztere können sich dabei sowohl auf die direkte Kampfkraft als auch auf die Moral der Einheiten auswirken. Die Moral ist ein wichtiger Faktor in den Gefechten, denn sie bemisst die Standhaftigkeit der Soldaten.  Das Wetter kann ebenfalls Einfluss auf das Kampfgeschehen haben. So erhöht sich bei Regen die Wahrscheinlichkeit von Fehlzündungen bei Musketieren, während zum Beispiel Nebel die Sichtweite aller Einheiten verringert.
Eine Armee ist entweder besiegt, wenn alle ihre Einheiten aufgerieben wurden, oder wenn sich alle Einheiten auf der Flucht befinden. Verteidiger können zusätzlich eine Schlacht durch Spielen auf Zeit gewinnen, denn es gibt eine Uhr, die wahlweise auf 20, 40 oder 60 Minuten eingestellt werden kann. Sollte es dem Angreifer innerhalb dieser Zeit nicht gelingen, den Verteidiger zu besiegen, so hat der Verteidiger die Schlacht gewonnen.
Bei Seeschlachten führen die einzelnen Flotten bis zu 20 Schiffe in den Kampf, die sich in Mannstärke, Kanonenzahl und Größe teilweise erheblich voneinander unterscheiden. Das Prinzip von Seeschlachten gleicht dem der Landschlachten. Die Flotten kämpfen solange gegeneinander, bis eine Flotte entweder zerstört wurde, oder flieht. Eine weitere Möglichkeit zu Siegen besteht in der Eroberung der feindlichen Schiffe durch Entermanöver.

### Kampagnen

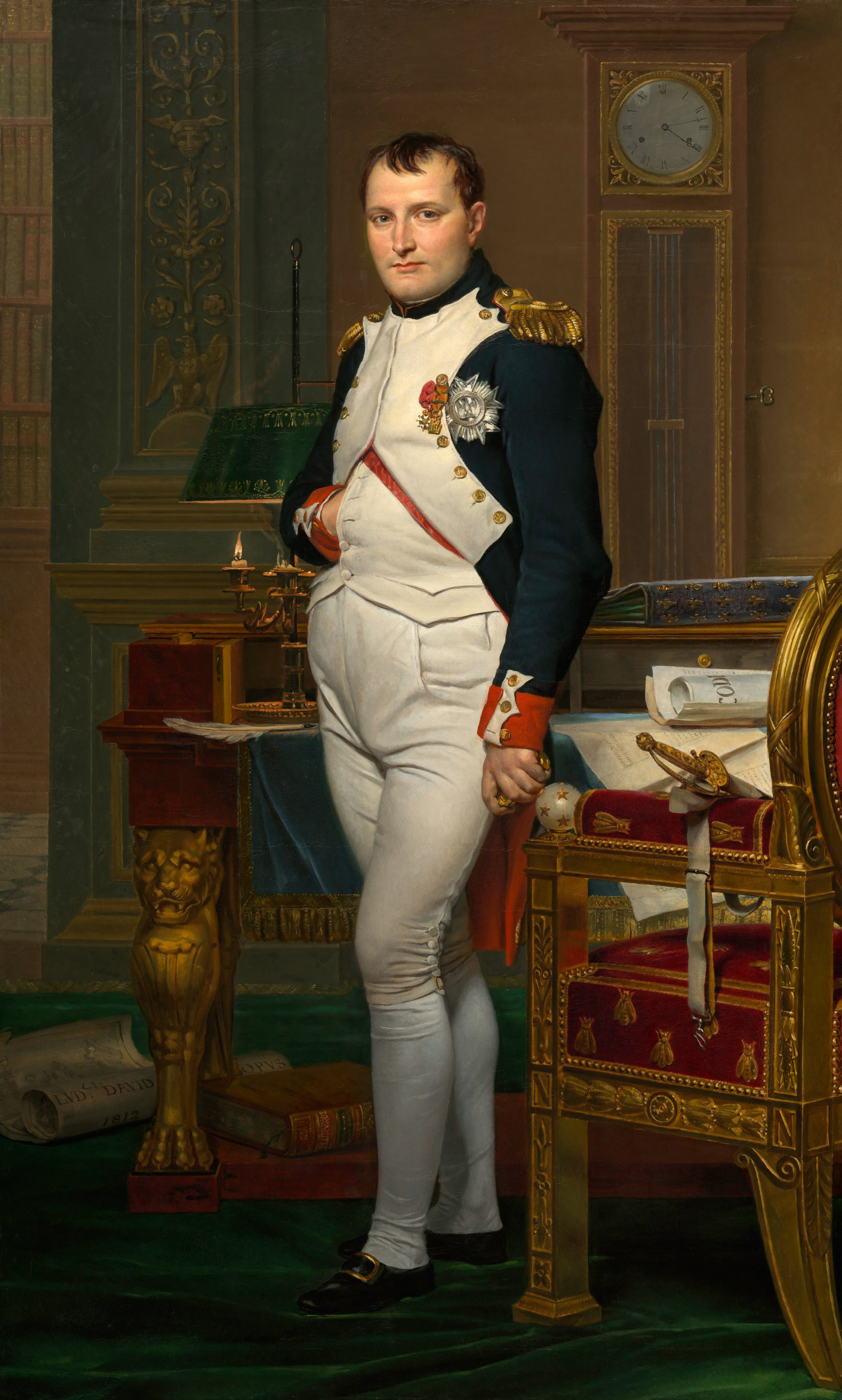
Napoleon Bonaparte ist die Hauptfigur von Napoleon: Total War.

Das Spiel umfasst drei Kampagnen, die den Aufstieg Napoleon Bonapartes vom Soldaten zum Kaiser erzählen. Die erste behandelt Napoleons Italienfeldzug und die zweite den Ägyptenfeldzug. Sie spielen auf Karten, die die Region Italien bzw. die Region östliches Mittelmeer abbilden. In diesen Kampagnen übernimmt der Spieler die Kontrolle von Napoleon Bonaparte mit dem Ziel, die Regionen zu unterwerfen. Die dritte Kampagne heißt Europafeldzug und wird auf einer Karte ausgetragen, die ganz Europa zeigt. In dieser Kampagne kann der Spieler auch eine andere Nation als Frankreich übernehmen und für den Fall Napoleons sorgen. Zur Auswahl stehen die Koalitionsmächte Großbritannien, Preußen, Russland und Österreich. In allen Kampagnen gibt es zahlreiche sogenannte historische Missionen, die einen roten Faden durch das Spiel ziehen.
Des Weiteren gibt es ein Tutorial. Dieses behandelt den Aufstieg Napoleons in der Zeit der französischen Revolution und spielt daher in der Region Frankreich. In dieser Übungskampagne wird der Spieler mit den wesentlichen Spielmechaniken vertraut gemacht.

## Einheiten
Die Einheiten im Spiel orientieren sich an historischen Vorbildern, so gibt es Infanterie, Kavallerie und Artillerie. Sie lassen sich unterteilen in taktische und strategische Einheiten. Taktische Einheiten können vom Spieler rekrutiert werden und an Schlachten teilnehmen. Strategische Einheiten lassen sich nicht rekrutieren, sondern erscheinen zufällig auf der strategischen Karte. Sie können nicht an Schlachten teilnehmen, bringen dem Spieler aber anderweitig Vorteile, da Truppen nicht nur zur Kriegsführung dienen, sondern auch zur Aufrechterhaltung der Ordnung in den eigenen Städten. Eine starke Garnison verringert die Gefahr einer Revolte deutlich.

### Strategische Einheiten
Strategische Einheiten sind nur im strategischen Teil relevant. Sie können nicht angeworben werden, sondern erscheinen nach dem Zufallsprinzip am Anfang einer Runde. Die Häufigkeit, mit der solche Einheiten erscheinen, kann vom Spieler anders als im Vorgänger nicht beeinflusst werden.
Edelmänner können den Technologiefortschritt des Spielers unterstützten, entweder durch Förderung der Wissenschaftler im eigenen Land oder durch Technologiediebstahl. Außerdem sind sie in der Lage, Edelmänner anderer Nationen zum Duell zu fordern, wodurch diese unschädlich gemacht werden können. Eine weitere Funktion ist die Bevölkerungsmanipulation. So kann ein Edelmann in einer eigenen Stadt die Bevölkerung mithilfe von Rhetorik beruhigen, während er in fremden Städten die Bevölkerung zum Aufstand angestacheln kann.
Spione können fremde Städte und Armeen infiltrieren, Attentate ausführen und Gebäude sabotieren.

### Taktische Einheiten

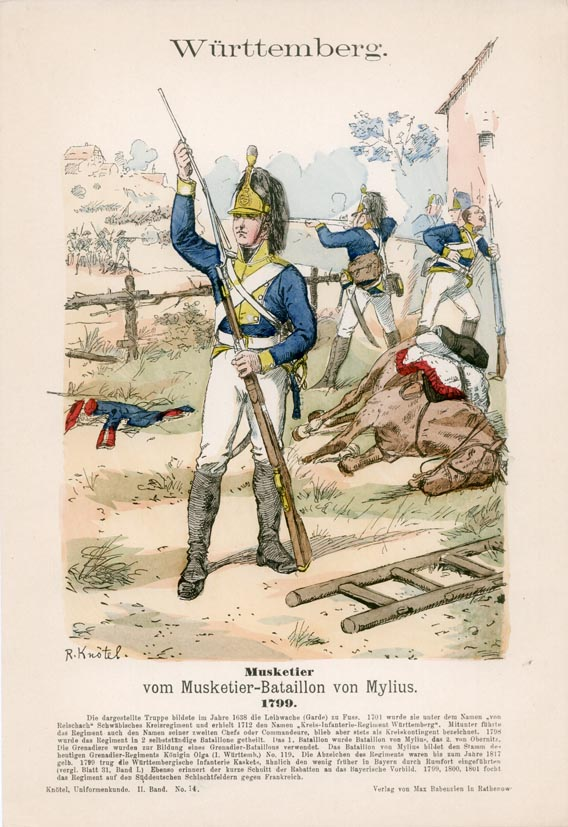
Musketiere sind nach wie vor der Hauptbestandteil einer jeden Armee

Taktische Einheiten umfassen alle Einheiten, die in taktischen Gefechten, also im Echtzeit-Modus, eingesetzt werden können. Zu ihnen zählen alle zeitgenössischen Truppentypen, beispielsweise Linieninfanterie, Grenadiere, Kavallerie, Haubitzen sowie Handels- und Kriegsschiffe. Viele Einheiten, beispielsweise Linieninfanterie, Grenadiere oder Dragoner, stehen fast allen Fraktionen zur Verfügung. Andere Einheiten wie beispielsweise Gardekavallerie, Lanzenreiter oder Nahkampfinfanterie sind dagegen nur einigen wenigen Fraktionen vorbehalten.

### Spezielle Einheiten
Spezielle Einheiten sind besondere taktische Einheiten, die nur in begrenzter Stückzahl und nur in bestimmten Regionen aufbaubar sind, häufig nur einmal. Es handelt sich bei ihnen meist um historisch bedeutende Schiffe oder Regimenter. Bei Verkaufsstart bot Sega mehrere Versionen von Napoleon: Total War an, die an bestimmte Kaufbedingungen geknüpft waren. In der Grundversion sind keine dieser Einheiten im Spiel enthalten. Bei Vorbestellung über die Internet-Vertriebsplattform Steam erhielten die Kunden Zugriff auf die Royal Scots Greys, britische Elite-Kavalleristen. Auch bei anderen Anbietern gab es solche Angebote. Dort erhielten die Kunden Zugriff beispielsweise auf das britische Kriegsschiff HMS Elephant oder auf die preußischen Lanzenreiter Towarzysz.

## Fraktionen
Das Spiel beinhaltet 40 Fraktionen, die entweder damals existente Staaten oder Gebiete, in denen es zur damaligen Zeit starke Unabhängigkeitsbestrebungen gab, darstellen.
Die Fraktionen besitzen zu Beginn verschiedene Ausgangsbedingungen. Ebenfalls starten die Nationen mit unterschiedlichen Beziehungen zueinander. Die Ausgangsbeziehungen beruhen überwiegend aus den Beziehungen, die die Nationen miteinander historisch pflegten. So herrscht beispielsweise anfänglich Feindschaft zwischen dem Osmanischen Reich und Russland, während Frankreich und Spanien gute Beziehungen miteinander unterhalten. Im Verlauf des Spiels kommen weitere Faktoren hinzu, die Einfluss auf die diplomatischen Beziehungen haben, etwa Kriege, Bündnistreue oder gute Handelsbeziehungen. Bei europäischen Fraktionen stellt zusätzlich territoriale Expansion einen Faktor dar. So sorgt rasche Ausdehnung des eigenen Territoriums bei anderen Nationen, auch bei Verbündeten, für Unmut. Die Qualität der diplomatischen Beziehungen zwischen Nationen beeinflusst den Handel und die Bereitschaft, Bündnisabkommen zu schließen und einzuhalten.
Nur Frankreich kommt in allen Kampagnen vor, die anderen Nationen nur in bestimmten Kampagnen, wie beispielsweise die meisten italienischen Staaten nur in der Kampagne Italien-Feldzug.
Eine Neuerung gegenüber dem Vorgänger ist die Möglichkeit, Nationen neu zu gründen. Diese Möglichkeit besteht bei der Eroberung einer fremden Stadt. Der Spieler hat neben der Besetzung und der Plünderung nun auch die Möglichkeit, die Stadt in die Unabhängigkeit zu entlassen. Die dabei neu entstehende Nation bleibt dem Spieler allerdings als Protektorat verpflichtet.
Neue Nationen können aber wie im Vorgänger auch durch Rebellionen entstehen. Bei hoher Unzufriedenheit der Bevölkerung über mehrere Runden hinweg beginnt sie, gegen ihren Herrscher zu rebellieren. In bestimmten Provinzen, beispielsweise Irland oder Griechenland, kann es dabei zur Entstehung neuer Staaten kommen. In den übrigen Provinzen, beispielsweise Kroatien oder Galizien, übernehmen Rebellen die Macht, die nicht von den anderen Staaten als Nation anerkannt werden und sich daher dauerhaft mit ihnen im Krieg befinden.
Die französische Armee besitzt eine große Anzahl an verschiedenen Truppen. Linienfüsiliere bilden den Kern der Fußtruppen und werden durch viele Eliteeinheiten, z. B. die Alte Garde, die beste Linieninfanterieeinheit im Spiel, ergänzt. Ebenfalls besitzt Napoleon eine hohe Anzahl an guter Kavallerie, z. B. Kürassiere. Die französische Artillerie ist ebenfalls gut ausgerüstet. Die französischen Truppen sind an einer meist blauen Uniform zu erkennen.
Die britischen Soldaten tragen hingegen meist eine rote Uniform. Ihre Linieninfanterie zeichnet sich durch gute Feuerkraft, die die ihrer Gegner meist um 10 % übertrifft, aus. Auch an Garden hat die britische Armee einiges zu bieten, z. B. die Black Watch, eine Elite-Nahkampfeinheit, oder die Coldstream Guards. Ihre Kavallerie ist nicht so schlagkräftig wie die der Franzosen, hat jedoch auch einiges zu bieten, ebenso wie die Artillerie.
| Übersicht über die Fraktionen       | Übersicht über die Fraktionen    | Übersicht über die Fraktionen | Übersicht über die Fraktionen                          | Übersicht über die Fraktionen |
| Flagge                              | Fraktion                         | Religion                      | Anmerkungen                                            | spielbar                      |
| ----------------------------------- | -------------------------------- | ----------------------------- | ------------------------------------------------------ | ----------------------------- |
| Preussen Konigreich                 | Preußen                          | protestantisch                |                                                        | ✔                             |
| Vereinigtes Konigreich 1801         | Großbritannien                   | protestantisch                |                                                        | ✔                             |
| Batavische Republik                 | Batavische Republik              | protestantisch                | nur im Gefechtsmodus spielbar                          | ✔                             |
| Schweden                            | Schweden                         | protestantisch                | nur im Gefechtsmodus spielbar                          | ✔                             |
| Russisches Kaiserreich 1721         | Kaiserreich Russland             | orthodox                      |                                                        | ✔                             |
| Habsburgermonarchie                 | Erzherzogtum Österreich          | katholisch                    |                                                        | ✔                             |
| Frankreich 1804                     | Erste Französische Republik      | katholisch                    |                                                        | ✔                             |
| Osmanisches Reich 1844              | Osmanisches Reich                | muslimisch                    | nur im Gefechtsmodus spielbar                          | ✔                             |
| Spanien 1506                        | Spanien                          | katholisch                    | nur im Gefechtsmodus spielbar                          | ✔                             |
| Danemark                            | Dänemark                         | protestantisch                | nur im Gefechtsmodus spielbar                          | ✔                             |
| Königreich Sachsen                  | Königreich Sachsen               | protestantisch                |                                                        | ×                             |
| #                                   | Herzogtum Oldenburg              | protestantisch                |                                                        | ×                             |
| #                                   | Mecklenburg                      | protestantisch                |                                                        | ×                             |
| #                                   | Republik Genua                   | katholisch                    |                                                        | ×                             |
| Königreich Bayern                   | Königreich Bayern                | katholisch                    |                                                        | ×                             |
| Wurttemberg                         | Württemberg                      | katholisch                    |                                                        | ×                             |
| Sizilien Konigreich                 | Königreich Neapel                | katholisch                    |                                                        | ×                             |
| Portugal 1816                       | Königreich Portugal              | katholisch                    | nur im Gefechtsmodus spielbar                          | ✔                             |
| Sardinien Konigreich                | Königreich Sardinien             | katholisch                    |                                                        | ×                             |
| Großherzogtum Hessen                | Großherzogtum Hessen             | katholisch                    |                                                        | ×                             |
| Königreich Westphalen               | Königreich Westphalen            | katholisch                    |                                                        | ×                             |
| Italien 1805                        | Königreich Italien               | katholisch                    |                                                        | ×                             |
| Schweiz                             | Schweizerische Eidgenossenschaft | katholisch                    |                                                        | ×                             |
| #                                   | Venedig                          | katholisch                    | nur in der Italien-Kampagne gegenwärtig                | ×                             |
| Savoyen                             | Savoyen                          | katholisch                    | nur in der Italien-Kampagne gegenwärtig                | ×                             |
| Agypten 1882                        | Mamluken                         | muslimisch                    | nur in der Ägypten-Kampagne gegenwärtig                | ×                             |
| Niederlande                         | Niederlande                      | protestantisch                | kann im Verlauf des Spiels die Unabhängigkeit erlangen | ×                             |
| Schottland                          | Schottland                       | protestantisch                | kann im Verlauf des Spiels die Unabhängigkeit erlangen | ×                             |
| Norwegen 1814                       | Norwegen                         | protestantisch                | kann im Verlauf des Spiels die Unabhängigkeit erlangen | ×                             |
| Belgien                             | Belgien                          | protestantisch                | kann im Verlauf des Spiels die Unabhängigkeit erlangen | ×                             |
| #                                   | Kurland                          | protestantisch                | kann im Verlauf des Spiels die Unabhängigkeit erlangen | ×                             |
| Kurfürstentum Braunschweig-Lüneburg | Kurhannover                      | protestantisch                | kann im Verlauf des Spiels die Unabhängigkeit erlangen | ×                             |
| Rumänien                            | Königreich Rumänien              | orthodox                      | kann im Verlauf des Spiels die Unabhängigkeit erlangen | ×                             |
| Erste Hellenische Republik          | Griechenland                     | orthodox                      | kann im Verlauf des Spiels die Unabhängigkeit erlangen | ×                             |
| Ungarn 1867                         | Ungarn                           | katholisch                    | kann im Verlauf des Spiels die Unabhängigkeit erlangen | ×                             |
| #                                   | Irland                           | katholisch                    | kann im Verlauf des Spiels die Unabhängigkeit erlangen | ×                             |
| #                                   | Katalonien                       | katholisch                    | kann im Verlauf des Spiels die Unabhängigkeit erlangen | ×                             |
| Italien 1861                        | Königreich Italien               | katholisch                    | kann im Verlauf des Spiels die Unabhängigkeit erlangen | ×                             |
| #                                   | Bretagne                         | katholisch                    | kann im Verlauf des Spiels die Unabhängigkeit erlangen | ×                             |
| Herzogtum Warschau                  | Herzogtum Warschau               | katholisch                    | kann im Verlauf des Spiels die Unabhängigkeit erlangen | ×                             |
| #                                   | Krimkhanat                       | muslimisch                    | kann im Verlauf des Spiels die Unabhängigkeit erlangen | ×                             |

## Entwicklungsgeschichte

### Entwicklung
Die Arbeiten an Napoleon begannen nach der Veröffentlichung von Empire. Als Entwickler fungierte wie bei allen Total-War-Spielen Creative Assembly. Ursprünglich planten sie, Napoleon als Erweiterung zu Empire zu veröffentlichen. Während der Konzeptionierung empfanden die Entwickler allerdings, dass sich Empire aufgrund zu vieler Unterschiede nicht als Grundspiel eigne. Daher wurde Napoleon als eigenständiger Serienteil entwickelt.
Das Spiel sollte dennoch zu großen Teilen auf Empire basieren. So bezeichnete der führende Designer Kieran Bridgen den Titel als eine Evolution der Technik von Empire, welches bei seiner Veröffentlichung starke technische Mängel aufwies. Das Zeitalter der Französischen Revolution wurde laut dem Entwickler zum einen deshalb ausgewählt, da es zeitlich gesehen direkt an den Vorgänger-Titel Empire anschließen würde, sodass die Mechanismen des Vorgängers sinnvoll übertragen werden können. Zum anderen beschrieb er die historische Situation Europas zu dieser Zeit als für ein Total-War-Titel passend, da viele Großmächte gegeneinander um die Vorherrschaft in Europa kämpften.
Als Entwicklungsziele gab Bridgen zum einen das Beseitigen der technischen Schwierigkeiten des Vorgängers an. Zum anderen sollte die Grafik verbessert werden, etwa durch Verfeinerung der Rauchpartikel. Darüber hinaus sollte dem bisherigen Spielprinzip durch Elemente wie Truppenverschleiß bei ungünstigen Witterungsbedingungen mehr Tiefe verliehen werden. Des Weiteren plante Creative Assembly, eine umfangreiche Handlung für das Spiel auszuarbeiten, eine Neuerung in der Total-War-Reihe, deren Titel sich bisher eher durch große Handlungsfreiheit als durch geskriptete Kampagnen auszeichneten.
Im August 2009 wurde die Entwicklung von Napoleon: Total War offiziell angekündigt. Am 21. Januar 2010 kündigte ein Sprecher von Creative Assembly an, dass der neue Titel einen voll funktionsfähigen Mehrspieler-Modus beinhalten werde, in dem auch Kampagnen gegeneinander gespielt werden können. Dies war insofern eine Besonderheit, als dass dies der erste Total-War-Titel mit einem derart umfangreichen Mehrspieler-Modus wäre, da bislang nur einzelne Gefechte zwischen menschlichen Spielern ausgetragen werden konnten. Zwar war bereits für Empire ein umfangreicher Mehrspieler-Modus angekündigt, doch für die Entwickler diente er primär nur als Betatest, und der Funktionsumfang blieb eingeschränkt, bis schließlich die Anmeldung neuer Spieler gänzlich abgeschafft wurde. Außerdem gaben die Entwickler den 23. Februar 2010 als vorläufiges Erscheinungsdatum an.

### Veröffentlichung
Am 23. Februar 2010 wurde der Titel in Nordamerika veröffentlicht. In Australien kam er zwei Tage später auf den Markt. In Europa erschien das Spiel am 26. Februar im Handel.
Napoleon erschien in mehreren Versionen in unterschiedlichen Preisklassen. Während die Basisversion lediglich das Spiel umfasste, enthielten teurere Versionen neben dem Spiel auch Zusatzmaterial wie weitere Truppentypen, gedruckte Karten der Spielwelt und eine Zeitleiste, die wichtige Ereignisse aus der Zeit der französischen Revolution und der Koalitionskriege aufführte. Am 10. März 2010, kurz nach der Veröffentlichung von Napoleon: Total War wurde eine Demoversion veröffentlicht, die eine spielbare Version der Schlacht von Ligny enthält.
Am 23. März 2010 wurde Napoleon in die E-Sport-Liga Electronic Sports League aufgenommen. Dort konnten Spieler, egal ob einzeln oder in Teams, gegeneinander antreten und Preisgelder gewinnen. Der Zulieferer Intel veranstaltete im Rahmen dessen ein Gewinnspiel, bei dem die besten Spieler PCs als Preise gewinnen konnten.

## Erweiterungen
Für Napoleon: Total War wurden nach Veröffentlichung einige Zusatzinhalte (DLCs) zum Herunterladen angeboten. Diese wurden entweder kostenlos automatisch über Steam heruntergeladen, oder mussten kostenpflichtig erworben werden:
Die erste Erweiterung erschien unter dem Namen Elite Regiment direkt bei Verkaufsstart des Hauptspiels. Es enthält fünf Eliteeinheiten für die fünf spielbaren Großmächte: Das französische fünfte Husarenregiment, die Pawlograd-Husaren für Russland, für Preußen das 8. Leib-Infanterieregiment und die Towarczys, das österreichische 47. Regiment und das britische 88th Regiment of Foot (Connaught Rangers). Es erschien direkt bei Verkaufsstart und war in allen Einzelhandel-Verkaufsversionen enthalten, es fehlte lediglich in den Download-Versionen.
Das zweite Add-on Helden der napoleonischen Kriege enthält zehn weitere Elite-Einheiten für die Großmächte. Es erschien ebenfalls bei Verkaufsstart, allerdings konnten nur Käufer der Imperial Edition das DLC kostenlos herunterladen. Käufer anderer Versionen konnten das DLC später kostenpflichtig erwerben.
Die dritte Erweiterung Kaiserliche Garde ist kostenlos und wird bei Steam automatisch mit den Updates heruntergeladen. Es wurde Ende März 2010 veröffentlicht und beinhaltet eine überarbeitete Version der Schlacht bei Waterloo, die jetzt auch auf Seiten der Briten spielbar ist. Die militärische Stärke der an der Schlacht teilnehmenden Fraktionen wurde zugunsten der Franzosen modifiziert. Des Weiteren wurden einige neue Einheiten für die Hauptfraktionen Großbritannien, Preußen, Russland, Österreich und Frankreich ergänzt.
Anfang Mai erschien die kostenpflichtige Erweiterung Koalitionskriege. Sie enthält die Schlacht bei Friedland, die sich am 14. Juni 1807 zwischen Frankreich und Russland ereignete, sowie sechs neue Einheiten für die Großmächte, etwa die russische Semenovski-Leibgarde oder das Lützowsche Freikorps.
Das fünfte und letzte Themenpaket mit dem Namen Die spanische Kampagne ist das umfangreichste. Es erschien vier Monate nach der Veröffentlichung von Napoleon: Total War und enthält die vollständig neue spanische Kampagne, mit den spielbaren Nationen Frankreich, Großbritannien und Spanien. Schauplatz ist die Iberische Halbinsel im Jahr 1811 bis 1815. Das DLC umfasst eine neu gestaltete, detaillierte Karte der iberischen Halbinsel, 28 neue Einheiten, zwei neue strategische Einheiten und ein politisches Ausrichtungssystem, das die Loyalität zu Frankreich ausdrückt. Dieses System stellt einen Unruhe-Modifikator dar. Provinzen mit einer geringen Loyalität zu Frankreich tendieren eher dazu, gegen die französischen Besatzer zu revoltieren, als Provinzen, die eine hohe Loyalität aufweisen.

## Rezeption

### Vorschauberichte
Andrew Park vom Online-Magazin GameSpot lobte beim Test einer frühen Version von Napoleon, dass viele Mängel, unter denen der Vorgänger Empire litt, behoben wurden. So agieren die computergesteuerten Spieler intelligenter und es gebe weniger Programmierfehler. Zusätzliche Tiefe erhalte das Spiel dadurch, dass der Spieler sich stärker als bisher um die Versorgung seiner Truppen mit Nachschub kümmern müsse. Vielversprechend sei auch der Ansatz des Spiels, sich auf eine kleinere Epoche als bisher für Total-War-Titel üblich zu konzentrieren. Die interessanteste Innovation von Napoleon seien aber die in die Kampagne eingebetteten Mehrspielergefechte. Ähnlich urteilte Jeff Haynes vom Online-Magazin IGN. Bereits die frühen Testversionen von Napoleon lassen zahlreiche Verbesserungen gegenüber Empire erkennen, die das Spiel anspruchsvoller und realistischer machen.

### Rezensionen
Napoleon: Total War wurde von der Fachpresse weitgehend positiv aufgenommen. Allerdings schnitt der Titel tendenziell leicht schlechter ab, als der Vorgänger Empire: Total War. Die Online-Datenbank Metacritic, die Testberichte sammelt und auswertet, berechnete eine Durchschnittswertung von 81 von 100 Punkten für die Windows-Version.
Der Autor Steve Butts vom Online-Spielemagazin IGN vergab für Napoleon: Total War eine hohe Wertung. Er lobte die gegenüber dem Vorgänger verbesserte Grafik sowie die Verbesserungen an der Stabilität und der Flüssigkeit des Spielverlaufs. So sei die Qualität z. B. der Rauch- und Reflexionseffekte stark gestiegen. Ebenfalls lobte er, dass die künstliche Intelligenz von Napoleon deutlich besser agiere als im Vorgänger Empire. Auch die Vertonung bewertete er als insgesamt überzeugend. Das Spielkonzept kritisierte er für fehlende Innovationen. Auch bemängelte er, dass die Handlungsfreiheit im Vergleich zu vorherigen Serientiteln eingeschränkt worden sei. Als Beispiele nannte er die kurzen Kampagnen Italienfeldzug und Ägyptenfeldzug, die aufgrund ihres Leveldesigns nur wenig Handlungsspielraum lassen.
Jörg Luibl vom deutschen Online-Magazin 4Players bewertete das Spiel ebenfalls gut. Er lobte die Neuerungen in der Spielmechanik, wie etwa den Truppenverschleiss in fremden Gebieten, wodurch das Spiel an Realismus gewonnen habe. Auch erwähnte er die grafischen und technischen Verbesserungen, etwa die im Vergleich zum Vorgänger wesentlich besser aussehende Kampagnenkarte oder die verkürzten Ladezeiten. Im Gegenzug bemängelte er die Kampagnengestaltung, in erster Linie bezog er sich auf die geringe Auswahl an spielbaren Nationen. Des Weiteren kritisierte er den Charakter von Belagerungen, die zu eintönig seien und sich zu selten in Städten selbst, sondern in benachbarten Festungen abspielen. Außerdem führte er an, dass, wenn es zu Stadtkämpfen kommt, die KI dort starke Probleme mit der Wegfindung besitze.
Der Autor Michael Graf der deutschen Spielezeitschrift GameStar lobte den Titel ebenfalls. Positiv hob er die technischen Verfeinerungen hervor, durch die das Spiel insgesamt wesentlich fehlerfreier laufe und optisch noch ansprechender wirke. Auch die große Truppenvielfalt wurde gelobt. Bemängelt wurde die Struktur der Kampagnen. Die ersten beiden seien zu klein geraten, auch die dritte biete weniger Handlungsfreiheiten, als es in Total-War-Spielen bisher üblich war. Er kritisierte ebenfalls die Vereinfachungen im Bereich der Verwaltung der eigenen Nation, wodurch einige historisch plausible und strategisch wichtige Elemente wegfallen. Dadurch verkomme das Spiel eher zu einer Empire-Miniatur als zu einem wirklichen Nachfolger.
Der Autor Nedzad Hurabasic vom deutschen Online-Spielemagazin Gamona vergab ebenfalls eine hohe Bewertung für Napoleon. Als positive Punkte nannte der den Einbau eines Mehrspieler-Modus und die erweiterten diplomatischen Optionen. Im Gegenzug kritisierte er die automatische Schlachtberechnung, die oft zu nicht nachvollziehbaren Ergebnissen führe. Außerdem bemängelte er, wie die meisten Autoren, Schwächen bei der KI, die zwar im Vergleich zu Empire stark zugelegt habe, doch noch immer unlogisch und chaotisch agiere, insbesondere bei Stadtkämpfen und diplomatischen Verhandlungen.
Tom Chicks von der Online-Plattform GameSpy vergab für Napoleon eine wesentlich schlechtere Bewertung als die anderen Magazine. Als Hauptmangel des Titels bezeichnete er die künstliche Intelligenz, die erhebliche Schwächen aufweise, sowohl auf der strategischen Karte als auch im taktischen Part. Er bezeichnete den Titel als grafisch überarbeitetes Empire, wohingegen die technischen Schwächen, die dieser Titel bei Veröffentlichung besaß und das Spiel teilweise unspielbar machten, kaum behoben worden wären.

### Verkaufszahlen
In der ersten Verkaufswoche belegte Napoleon den zweiten Platz der am häufigsten über Steam erworbenen Titel hinter Call of Duty: Modern Warfare 2. In Großbritannien belegte der Titel in derselben Woche den zwölften Platz in den Verkaufscharts für alle Plattformen. Auf dem deutschen Markt erreichte das Spiel Rang 15. In Schweden gelangte der Titel nach der Veröffentlichung auf Platz 19 der meistverkauften Windows-Titel. Insgesamt wurden von Napoleon: Total War schätzungsweise etwa 600.000 Einheiten verkauft.